# Operação Paperclip

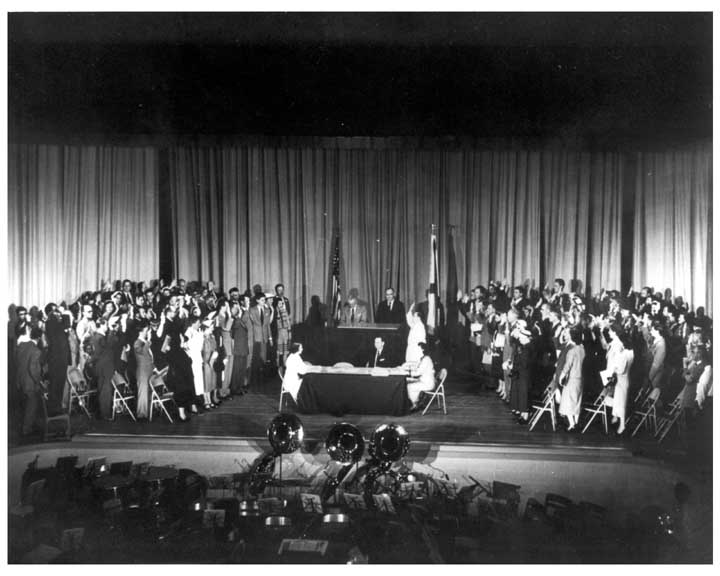
Trinta e nove cientistas alemães do Redstone Arsenal, juntamente com as esposas de dois do grupo Operação Paperclip, recebendo a cidadania estadunidense em 11 de Novembro de 1954.

A Operação Paperclip foi um programa secreto de inteligência dos Estados Unidos no qual mais de 1600 cientistas, engenheiros e técnicos alemães foram levados da ex-Alemanha nazista para os Estados Unidos para empregos no governo após o fim da Segunda Guerra Mundial na Europa, entre 1945 e 1959. Conduzido pela Joint Intelligence Objectives Agency (JIOA), foi em grande parte executado por agentes especiais do Corpo de Contra-inteligência do Exército dos Estados Unidos (CIC). Muitos desses funcionários eram ex-membros e alguns eram ex-líderes do Partido Nazista.
O objetivo principal da Operação Paperclip era obter vantagem militar dos EUA na Guerra Fria Soviético-Estadunidense e na Corrida Espacial. Em uma operação comparável a União Soviética realocou mais de 2 200 especialistas alemães (dentre eles Wernher von Braun) — um total de mais de 6 000 pessoas, incluindo membros da família — com a Operação Osoaviakhim durante uma noite em 22 de outubro de 1946.
Em fevereiro de 1945 o Quartel-General Supremo da Força Expedicionária Aliada (SHAEF, sigla em inglês) criou a "Força T", ou Subdivisão de Seções Especiais, que cresceu para mais de 2 000 funcionários em junho. A "Força T" examinou 5 000 alvos alemães com alta prioridade nos seguintes itens: borracha sintética, catalisadores de óleo, novos projetos em equipamentos blindados, Armas-V (mísseis), aeronaves com propulsão a jato, foguetes, equipamento naval, rádios de campo, produtos químicos secretos, pesquisa em aeromedicina, planadores e "personalidades científicas e industriais" (ver: Tecnologia durante a Segunda Guerra Mundial e Wunderwaffe).
Quando um grande número de cientistas alemães começou a ser descoberto no final de abril, a Subdivisão de Seções Especiais criou a Seção de Exploração de Pessoal Inimigo para gerenciá-los e interrogá-los. A Seção de Exploração de Pessoal Inimigo estabeleceu um centro de detenção, DUSTBIN, primeiro em Paris e depois no Castelo de Kransberg fora de Frankfurt. O Estado-Maior Conjunto dos Estados Unidos (JCS, em inglês) estabeleceu o primeiro programa de recrutamento secreto, denominado Operação Overcast, em 20 de julho de 1945, inicialmente "para ajudar a encurtar a guerra japonesa e auxiliar nossa pesquisa militar do pós-guerra".
O termo "encoberto" foi o nome dado pela primeira vez pelos membros da família dos cientistas alemães para o acampamento onde foram mantidos na Baviera. No final do verão de 1945 o JCS estabeleceu o subcomitê da Comunidade de Inteligência Conjunta (JIOA, em inglês), para supervisionar diretamente a Operação Overcast e, posteriormente, a Operação Paperclip. Os representantes da JIOA incluíam o diretor de inteligência do Exército, o chefe de inteligência naval, o chefe adjunto do Estado-Maior-2 (inteligência da Força Aérea) e um representante do Departamento de Estado.
Em novembro de 1945 a Operação Overcast foi rebatizada de Operação Paperclip pelos oficiais do Corpo de Artilharia, que anexavam um clipe de papel às pastas dos especialistas em foguetes que desejavam empregar nos EUA.
Em uma diretiva secreta divulgada em 3 de setembro de 1946 o presidente Truman aprovou oficialmente a Operação Paperclip e a expandiu para incluir 1000 cientistas alemães sob "custódia militar temporária e limitada".

## Realizações científicas
- Wernher von Braun foi o arquiteto-chefe do veículo de lançamento Saturno V, que possibilitou missões humanas à lua.[11]

- Adolf Busemann foi o responsável pela swept wing (asas em flecha), que melhorou o desempenho das aeronaves em altas velocidades.[12][13]

## Controvérsia e investigações
Antes de sua aprovação oficial do programa, o presidente Truman, por dezesseis meses, foi indeciso sobre o programa. Anos depois, em 1963, Truman lembrou que ele não estava nem um pouco relutante em aprovar o Paperclip; que por causa das relações com a União Soviética "isso tinha que ser feito e foi feito".
Vários dos cientistas do Paperclip foram investigados posteriormente por causa de suas ligações com o Partido Nazista durante a guerra. Apenas um cientista do Paperclip, Georg Rickhey, foi formalmente julgado por crime durante a guerra, e nenhum cientista do Paperclip foi considerado culpado de qualquer crime, na América ou na Alemanha. Rickhey foi devolvido à Alemanha em 1947 para comparecer ao Julgamento de Dora, onde foi absolvido.
Em 1951, semanas após sua chegada aos Estados Unidos, Walter Schreiber foi vinculado pelo Boston Globe a experimentos humanos conduzidos por Kurt Blome em Ravensbrück e emigrou para a Argentina com a ajuda dos militares estadunidenses.
Em 1984, Arthur Rudolph, sob a ameaça de acusação relacionada à sua conexão — como diretor de operações da produção de mísseis V-2 — ao uso de trabalho forçado de Mittelbau-Dora em Mittelwerk, renunciou à cidadania estadunidense e se mudou para a Alemanha Ocidental que lhe concedeu a cidadania.
Por 50 anos, de 1963 a 2013, o Prêmio Strughold — em homenagem a Hubertus Strughold, o Pai da Medicina Espacial, por seu papel central no desenvolvimento de inovações como o traje espacial e sistemas de suporte de vida no espaço — foi o prêmio mais prestigioso da Medicina Espacial Association, uma organização membro da Aerospace Medical Association. Em 1 de outubro de 2013, na sequência de um artigo do Wall Street Journal publicado em 1 de dezembro de 2012, que destacou sua conexão com experimentos humanos durante a 2ª Guerra Mundial, o Comitê Executivo da Associação de Medicina Espacial anunciou que o Prêmio Strughold da Associação de Medicina Espacial havia sido aposentado.

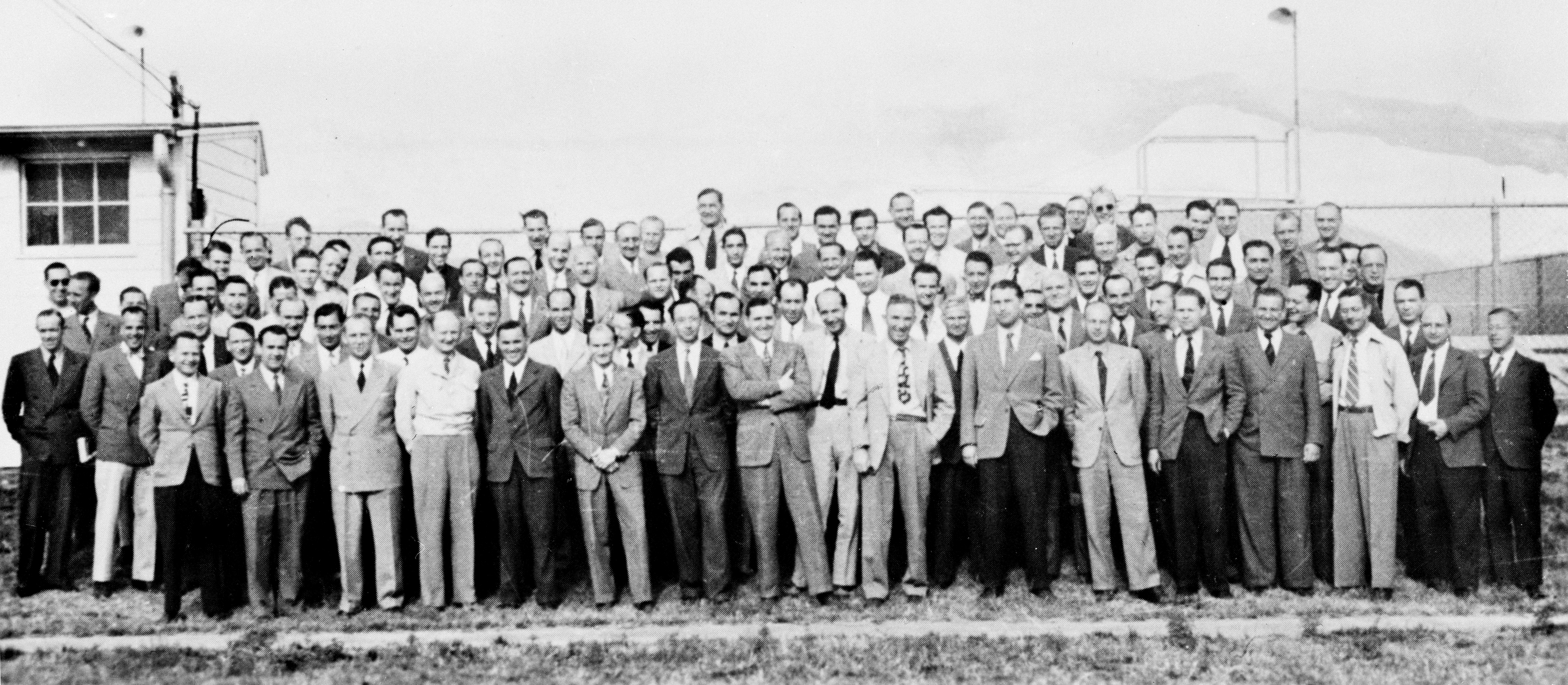
Grupo de 104 cientistas em Fort Bliss, Texas.

## Principais recrutas

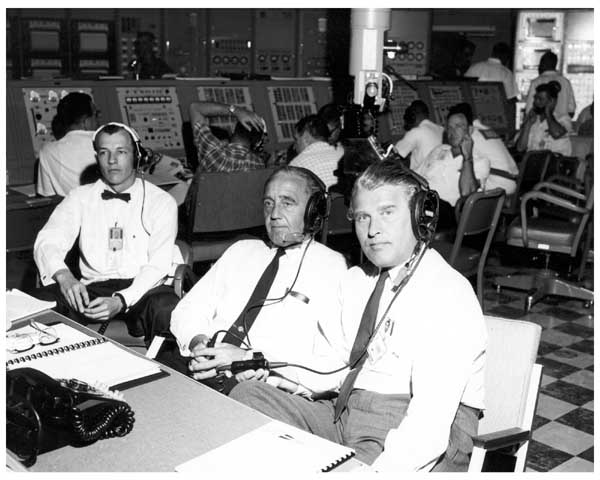
Dois dos principais membros da equipe: Kurt Heinrich Debus (centro) e Wernher von Braun (direita).

Conselheiros trazidos para os Estados Unidos
Hermann Oberth
Aeronáutica e foguetes
Hans Amtmann
Herbert Axster
Erich Ball
Oscar Bauschinger
Hermann Beduerftig
Rudi Beichel
Anton Beier
Herbert Bergeler
Magnus von Braun
Wernher von Braun
Theodor Buchhold
Walter Burose
Adolf Busemann
GN Constan
Werner Dahm
Konrad Dannenberg
Kurt Heinrich Debus
Gerd De Beek
Walter Dornberger
Gerhard Drawe
Friedrich Duerr
Ernst R. G. Eckert
Otto Eisenhardt
Krafft Arnold Ehricke
Alfred Finzel
Edward Fischel
Karl Fleischer
Anton Flettner
Anselm Franz
Herbert Fuhrmann
Ernst Geissler
Werner Gengelbach
Dieter Grau
Hans Gruene
Herbert Guendel
Fritz Haber
Heinz Haber
Karl Hager
Guenther Haukohl
Karl Heimburg
Emil Hellebrand
Gerhard B. Heller
Bruno Helm
Rudolf Hermann
Bruno Heusinger
Hans Heuter
Guenther Hintze
Sighard F. Hoerner
Kurt Hohenemser
Oscar Holderer
Helmut Horn
Hans Henning Hosenthien
Dieter Huzel
Walter Jacobi
Erich Kaschig
Ernst Klauss
Theodore Knacke
Siegfried Knemeyer
Heinz-Hermann Koelle
Gustav Kroll
Willi Kuberg
Werner Kuers
Hermann Kurzweg
Hermann Lange
Hans Lindenberg
Hans Lindenmayer
Alexander Martin Lippisch
Robert Lusser
Hans Maus
Helmut Merk
Joseph Michel
Hans Milde
Heinz Millinger
Rudolf Minning
William Mrazek
Hans Multhopp
Erich Neubert
Gerhard Neumann
Hans von Ohain (designer of German jet engines)
Robert Paetz
Hans Palaoro
Kurt Patt
Hans Paul
Fritz Pauli
Arnold Peter
Helmuth Pfaff
Theodor Poppel
Werner Rosinski
Heinrich Rothe
Ludwig Roth
Arthur Rudolph
Friedrich von Saurma
Edgar Schaeffer
Martin Schilling
Helmut Schlitt
Albert Schuler
August Schulze
Walter Schwidetzky
Ernst Steinhoff
Wolfgang Steurer
Heinrich Struck
Ernst Stuhlinger
Kurt Tank
Bernhard Tessmann
Adolf Thiel
Georg von Tiesenhausen
Werner Tiller
JG Tschinkel
Arthur Urbanski
Fritz Vandersee
Richard Vogt
Woldemar Voigt (designer of Messerschmitt P.1101)
Werner Voss
Theodor Vowe
Herbert A. Wagner
Hermann Rudolf Wagner
Hermann Weidner
Günter Wendt
Georg Rickhey
Walter Fritz Wiesemann
Philipp Wolfgang Zettler-Seidel.
Arquitetura
Heinz Hilten and Hannes Luehrsen.
Eletrônica - incluindo sistemas de orientação, radar e satélites
Wilhelm Angele
Ernst Baars
Josef Boehm
Hans Fichtner
Hans Friedrich
Eduard Gerber
Georg Goubau
Walter Haeussermann
Otto Heinrich Hirschler
Otto Hoberg
Rudolf Hoelker
Hans Hollmann
Helmut Hölzer
Horst Kedesdy
Kurt Lehovec
Kurt Lindner
JW Muehlner
Fritz Mueller
Johannes Plendl
Fritz Karl Preikschat
Eberhard Rees
Gerhard Reisig
Harry Ruppe
Heinz Schlicke
Werner Sieber
Othmar Stuetzer
Albin Wittmann
Hugo Woerdemann
Albert Zeiler
Hans K. Ziegler
Ciência de Materiais (alta temperatura)
Claus Scheufelen and Rudolf Schlidt.
Medicina - incluindo armas biológicas, armas químicas e medicina espacial
Theodor Benzinger, Rudolf Brill, Konrad Johannes Karl Büttner, Richard Lindenberg, Walter Schreiber, Hubertus Strughold, Hans Georg Clamann, e Erich Traub.
Física
Gunter Guttein, Gerhard Schwesinger, Gottfried Wehner, Helmut Weickmann, e Friedwardt Winterberg.
Química e Engenharia Química
Helmut Pichler, Leonard Alberts, Ernst Donath, Hans Schappert, Max Josenhaus, Kurt Bretschneider, Erich Frese

## Operações semelhantes
- APPLEPIE: Projeto para capturar e interrogar oficiais importantes da Wehrmacht, RSHA AMT VI e do Estado-Maior com conhecimento da indústria e economia da URSS.[121]
- DUSTBIN (contrapartida de ASHCAN): Operação de inteligência militar anglo-estadunidense estabelecida primeiro em Paris, depois no Castelo Kransberg, em Frankfurt.[122][123]:314
- ECLIPSE (1944): Um plano não implementado da Asa de Desarmamento Aéreo para operações pós-guerra na Europa para destruir mísseis V-1 e V-2.[123][124]:44
  - Safehaven: projeto dos EUA dentro do ECLIPSE com o objetivo de impedir a fuga de cientistas nazistas da Alemanha ocupada pelos Aliados.
- Agência de Informação de Campo; Técnico (FIAT): Agência do Exército dos EUA para garantir a "principal, e talvez única, recompensa material da vitória, ou seja, o avanço da ciência e a melhoria da produção e dos padrões de vida nas Nações Unidas, por meio da exploração adequada dos métodos alemães em esses campos "; A FIAT terminou em 1947, quando a Operação Paperclip começou a funcionar.[123]:316
- Em 26 de abril de 1946, o Estado-Maior Conjunto emitiu a Diretiva JCS 1 067/14 para o General Eisenhower instruindo-o a "preservar da destruição e tomar sob seu controle registros, planos, livros, documentos, papéis, arquivos e informações científicas, industriais e outras e dados pertencentes a... organizações alemãs engajadas em pesquisa militar "; e que, exceto criminosos de guerra, cientistas alemães sejam detidos para fins de inteligência, conforme necessário.[125]
- Interesse nacional / Projeto 63: Assistência na colocação de empregos para engenheiros nazistas na Lockheed, Martin Marietta, North American Aviation e outras empresas de aviões, enquanto engenheiros aeroespaciais americanos estavam sendo demitidos.
- Operação Alsos, Operação Grande, Operação Epsilon, Russo Alsos: esforços soviéticos, americanos e britânicos para capturar segredos nucleares alemães, equipamento e pessoal.
- Operação Backfire: Um esforço britânico na recuperação de foguetes e tecnologia aeroespacial, seguido pela montagem e teste de foguetes em Cuxhaven.
- Missão Fedden: missão britânica para obter inteligência técnica sobre aeronaves alemãs avançadas e seus sistemas de propulsão.
- Operação Lusty: esforços dos EUA para capturar equipamento, tecnologia e pessoal aeronáutico alemão.
- Operação Osoaviakhim (às vezes transliterada como "Operação Ossavakim"), uma contraparte soviética da Operação Paperclip, envolvendo técnicos alemães, gerentes, trabalhadores qualificados e suas respectivas famílias que foram realocados para a URSS em outubro de 1946.[126]
- Operação Cirurgião: operação britânica para negar a perícia aeronáutica alemã à URSS e para explorar cientistas alemães no desenvolvimento da pesquisa britânica.[127]
- Missão Especial V-2: operação dos EUA de abril a maio de 1945, pelo Maj. William Bromley, que recuperou peças e equipamentos para 100 mísseis V-2 de uma fábrica subterrânea Mittelwerk em Kohnstein, na zona soviética. O Major James P. Hamill coordenou o transporte do equipamento em 341 vagões ferroviários com a 144th Motor Vehicle Assembly Company, de Nordhausen a Erfurt, pouco antes da chegada dos soviéticos.[128]
- Comitê de Inteligência de Alvos: projeto dos EUA para explorar criptógrafos alemães.